# Piperia cooperi
Piperia cooperi là một loài lan hiếm, có nguồn gốc tại những khu chaprral và coastal sage scrub ở Nam California và Baja California. Cây mọc thẳng đứng từ một thân củ, cao tối đa 90cm. Các lá đáy dài 20 cm và rộng 3 cm. Lá mọc thưa dần lên đến ngọn. Phần ngọn trên cùng là một chùm hoa trông giống hoa oải hương với những bông hoa nhỏ màu xanh lá cây và tỏa hương thơm như mật ong vào buổi tối.